# Justin Welby
Justin Portal Welby (Londra, 6 gennaio 1956) è un arcivescovo anglicano e teologo inglese, dal 6 gennaio 2025 arcivescovo emerito di Canterbury.

## Biografia
Welby è nato a Londra nel 1956 da Gavin Bramhall James Welby, nato col nome di Bernard Gavin Weiler, e da Jane Gillian (nata Jane Portal). Il nonno paterno di Welby era un immigrato ebreo tedesco (Welby non ha trovato informazioni sugli antenati di suo nonno fino a quando è stato adulto). I genitori di Welby divorziarono nel 1959. 
Nell'aprile del 2016, tramite test del DNA, scopre di essere figlio dell'ultimo segretario personale di Winston Churchill, sir Anthony Montague Browne, con cui la madre ammise di aver avuto una relazione nel 1955.
È discendente di un ex vice Primo ministro, Rab Butler. Dopo aver frequentato la St. Peter's School, a Seaford presso l'Eton College, frequenta il Trinity College a Cambridge, dove consegue un Bachelor of Arts in storia e diritto nel 1978. All'inizio della sua carriera, Welby ha lavorato nel settore petrolifero. 

### Ministero
Nel 1989, iniziò a studiare per essere ordinato sacerdote presso il St John's College, a Durham. Dopo diversi incarichi parrocchiali è diventato il decano di Liverpool nel 2007 e il vescovo di Durham nel 2011. 
La teologia di Welby viene considerata come rappresentazione della tradizione evangelica all'interno dell'anglicanesimo. Alcune delle sue pubblicazioni esplorano il rapporto tra finanza e religione; inoltre, come membro della Camera dei Lord, ha fatto parte della Commissione Parlamentare 2012 sugli standard bancari. Il 9 novembre 2012, l'ufficio del Primo ministro britannico ha annunciato la sua nomina come nuovo Arcivescovo di Canterbury e quindi successore di Rowan Williams, dimessosi poi alla fine di dicembre.
Il 10 gennaio 2013 è stato eletto formalmente nella Cattedrale di Canterbury e ha preso legalmente l'incarico il 4 febbraio 2013 con un'altra cerimonia nella Cattedrale di St Paul. È primate di tutta l'Inghilterra e il capo simbolico della Comunione Anglicana a livello mondiale. 
Per la prima volta nella storia, il 16 maggio 2014 il primate della Chiesa anglicana ha impartito la benedizione al papa, Francesco, in Vaticano, su richiesta di quest'ultimo, nonostante l'invalidità degli ordini religiosi anglicani. 
Il 19 settembre 2022 ha celebrato, nell'Abbazia di Westminster, i solenni funerali di Stato della regina Elisabetta II, deceduta al castello di Balmoral l'8 settembre precedente. Nella stessa abbazia, il 6 maggio 2023, Welby ha presieduto l'incoronazione di re Carlo III e della regina Camilla. Il 12 novembre 2024, Welby ha annunciato la sua rinuncia per aver coperto dei casi di abusi sessuali su bambine.
Con il consenso del re Carlo III del Regno Unito, governatore supremo della Chiesa anglicana, l'ultimo giorno in carica come Arcivescovo di Canterbury è stato il giorno dell'Epifania, il 6 gennaio 2025. Da quella data, le sue funzioni primaziali sono state delegate, principalmente all'Arcivescovo di York, le sue funzioni metropolitane al Vescovo di Londra e le sue funzioni diocesane al Vescovo di Dover.
Viene reso noto che sarà amministratore apostolico fino all'ingresso del suo successore.

### Vita privata
Welby è coniugato con Caroline Eaton; la coppia ha sei figli (una settima è morta in un incidente stradale nel 1983).

## Genealogia episcopale
La genealogia episcopale è:
- Vescovo William Barlow
- Arcivescovo Matthew Parker
- Arcivescovo Edmund Grindal
- Arcivescovo Richard Bancroft
- Arcivescovo George Abbot
- Arcivescovo George Montaigne
- Arcivescovo William Laud
- Vescovo Brian Duppa
- Arcivescovo Gilbert Sheldon
- Vescovo Henry Compton
- Arcivescovo William Sancroft
- Vescovo Jonathan Trelawny
- Arcivescovo John Potter
- Arcivescovo Robert Hay Drummond
- Arcivescovo William Markham
- Arcivescovo Edward Venables-Vernon-Harcourt
- Arcivescovo John Bird Sumner
- Arcivescovo Archibald Campbell Tait
- Arcivescovo Edward White Benson
- Arcivescovo Randall Davidson
- Arcivescovo Cyril Garbett
- Arcivescovo Arthur Michael Ramsey
- Arcivescovo Robert Runcie
- Arcivescovo George Carey
- Arcivescovo John Sentamu
- Arcivescovo Justin Welby

## Ascendenza
|                               |                      |                              | Genitori                              |  |  | Nonni |  |  | Bisnonni                     |  |  | Trisnonni                      |  |
|                               |                      |                              |                                       |  |  |       |  |  | Andrew Smythe Montagu Browne |  |  | Peter Rutledge Montague Browne |  |
|                               |                      |                              |                                       |  |  |       |  |  | Andrew Smythe Montagu Browne |  |  | Peter Rutledge Montague Browne |  |
|                               |                      | Mary Jane Smythe             |                                       |  |  |       |  |  | Andrew Smythe Montagu Browne |  |  |                                |  |
| Andrew Duncan Montague Browne |                      |                              |                                       |  |  |       |  |  | Andrew Smythe Montagu Browne |  |  |                                |  |
|                               |                      | Alice Jane Fergusson         | James Alexander Duncan Fergusson      |  |  |       |  |  |                              |  |  |                                |  |
|                               |                      | Alice Jane Fergusson         | James Alexander Duncan Fergusson      |  |  |       |  |  |                              |  |  |                                |  |
|                               |                      | Alice Jane Fergusson         | Margaret Hope                         |  |  |       |  |  |                              |  |  |                                |  |
| Anthony Montague Browne       |                      | Alice Jane Fergusson         |                                       |  |  |       |  |  |                              |  |  |                                |  |
|                               |                      | Arthur Henry Downes          | Thomas Richard Collins Downes         |  |  |       |  |  |                              |  |  |                                |  |
|                               |                      | Arthur Henry Downes          | Thomas Richard Collins Downes         |  |  |       |  |  |                              |  |  |                                |  |
|                               |                      | Arthur Henry Downes          | Sarah Elizabeth Turner                |  |  |       |  |  |                              |  |  |                                |  |
| Violet Evelyn Downes          |                      | Arthur Henry Downes          |                                       |  |  |       |  |  |                              |  |  |                                |  |
|                               |                      | Evelyn Caroline Downes       | James Downes                          |  |  |       |  |  |                              |  |  |                                |  |
|                               |                      | Evelyn Caroline Downes       | James Downes                          |  |  |       |  |  |                              |  |  |                                |  |
|                               |                      | Evelyn Caroline Downes       | Caroline Sarah Clayton                |  |  |       |  |  |                              |  |  |                                |  |
| Justin Welby                  |                      | Evelyn Caroline Downes       |                                       |  |  |       |  |  |                              |  |  |                                |  |
|                               | Edward Robert Portal | William Thomas Portal        |                                       |  |  |       |  |  |                              |  |  |                                |  |
|                               | Edward Robert Portal | William Thomas Portal        |                                       |  |  |       |  |  |                              |  |  |                                |  |
|                               | Edward Robert Portal | Betsey Attenborough          |                                       |  |  |       |  |  |                              |  |  |                                |  |
| Gervas Edward Portal          | Edward Robert Portal |                              |                                       |  |  |       |  |  |                              |  |  |                                |  |
|                               |                      | Rose Leslie Napier           | John Moore Napier                     |  |  |       |  |  |                              |  |  |                                |  |
|                               |                      | Rose Leslie Napier           | John Moore Napier                     |  |  |       |  |  |                              |  |  |                                |  |
|                               |                      | Rose Leslie Napier           | Elizabetha Amelia Henrietta Alexander |  |  |       |  |  |                              |  |  |                                |  |
| Jane Gillian Portal           |                      | Rose Leslie Napier           |                                       |  |  |       |  |  |                              |  |  |                                |  |
|                               |                      | Montagu Sherard Dawes Butler | Spencer Percival Butler               |  |  |       |  |  |                              |  |  |                                |  |
|                               |                      | Montagu Sherard Dawes Butler | Spencer Percival Butler               |  |  |       |  |  |                              |  |  |                                |  |
|                               |                      | Montagu Sherard Dawes Butler | Mary Kendall                          |  |  |       |  |  |                              |  |  |                                |  |
| Iris Butler                   |                      | Montagu Sherard Dawes Butler |                                       |  |  |       |  |  |                              |  |  |                                |  |
|                               |                      | Anne Gertrude Smith          | George Smith                          |  |  |       |  |  |                              |  |  |                                |  |
|                               |                      | Anne Gertrude Smith          | George Smith                          |  |  |       |  |  |                              |  |  |                                |  |
|                               |                      | Anne Gertrude Smith          | Janet Colquhoun Agnes Adam            |  |  |       |  |  |                              |  |  |                                |  |
|                               |                      | Anne Gertrude Smith          |                                       |  |  |       |  |  |                              |  |  |                                |  |